# Unternehmen Willi

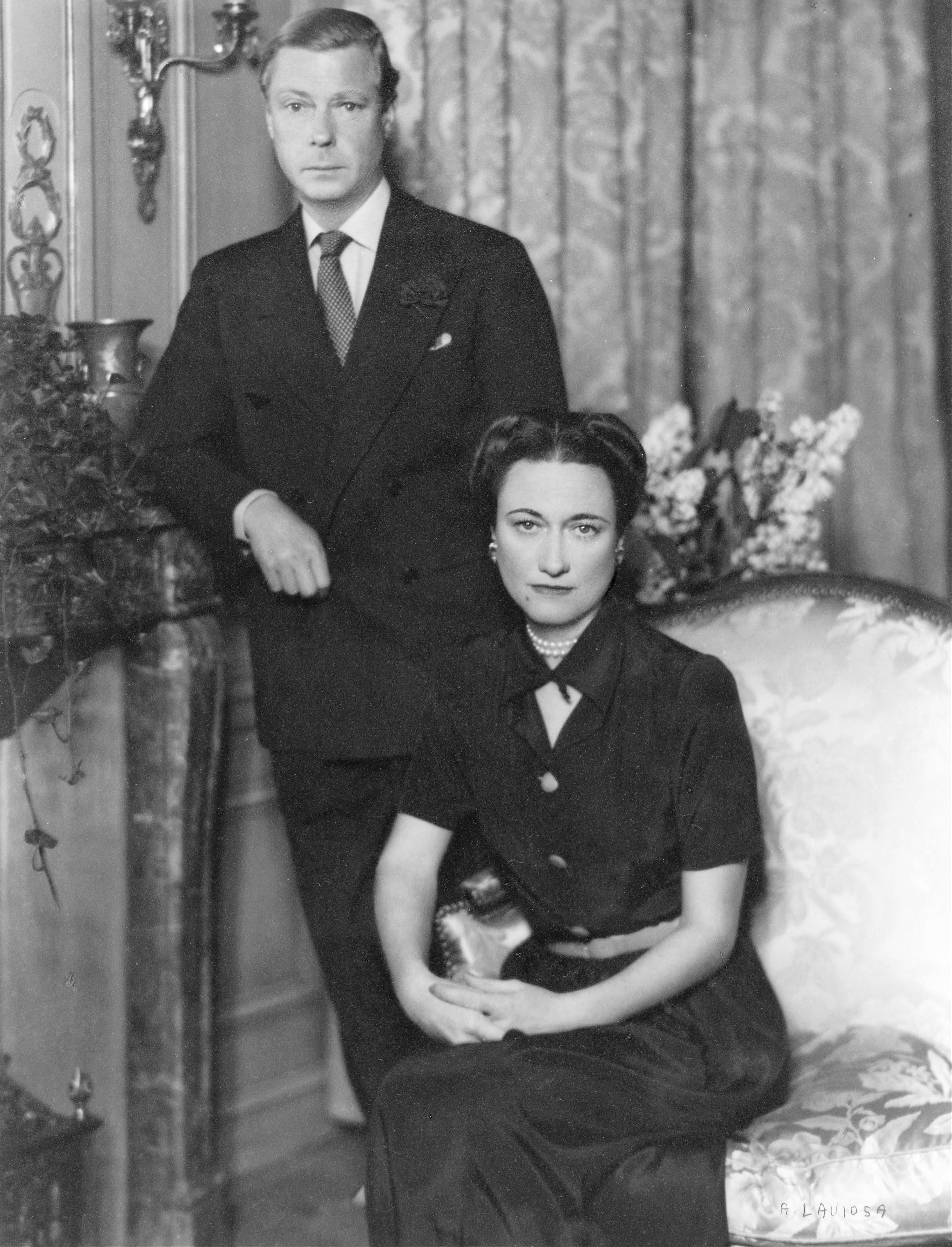
Der zukünftige König Edward VIII. und Wallis Simpson im Jahr 1934

Unternehmen Willi war der Deckname einer geplanten deutschen Geheimoperation zur Entführung von Edward of Windsor im Juli 1940. Ziel war es, ihn so zu einer Zusammenarbeit mit dem deutschen Diktator Adolf Hitler zu nötigen. Im Gegenzug sollte er im Rahmen einer zukünftigen Friedensregelung mit Großbritannien wieder König von Großbritannien werden. Die Hintergründe dieses Unternehmens wurden im Zuge der Veröffentlichung der Windsor-Akte bekannt.